# Женская сборная Венесуэлы по волейболу
Женская национальная сборная Венесуэлы по волейболу (исп. Selección femenina de voleibol de Venezuela) — представляет Венесуэлу на международных волейбольных соревнованиях. Управляющей организацией выступает Федерация волейбола Венесуэлы (исп. Federación Venezolana de Voleibol).

## История
Волейбол в Венесуэле появился в 1930 году в нефтяных районах запада страны и в Каракасе. В первых матчах участвовали американские эксперты по нефти и венесуэльские студенты, обучавшиеся за рубежом. В 1937 году образована Федерация волейбола страны. С 1951 она является членом ФИВБ.
Национальные команды Венесуэлы стали первыми южноамериканскими волейбольными сборными, вышедшими на международную арену. В декабре 1946 года в Колумбии прошли IV Центральноамериканские и Карибские игры, в волейбольном турнире которых приняли участие мужская и женская сборные Венесуэлы, ставшие единственными представителями Южной Америки на Играх. Дебют вышел неудачным — и та и другая команды страны стали слабейшими на турнире, не сумев одержать ни одной победы. В дальнейшем венесуэльские волейболистки практически постоянно участвовали в этих мультиспортивных соревнованиях стран, примыкающих к бассейну Карибского моря и 7 раз смогли войти в число призёров.
Несмотря на столь ранний международный дебют, в чемпионатах Южной Америки женская сборная Венесуэлы стала участвовать лишь с 1969 года. Именно в том году страна впервые приняла турнир сильнейших сборных команд континента и сумела занять почётное 4-е место среди 6 стран-участниц, сумев во втором туре обыграть старожилов континентальных первенств — команду Аргентины. Первый медальный успех к сборной Венесуэлы пришёл в 1985 году, когда она стала бронзовым призёром на домашнем чемпионате Южной Америки. Через два года венесуэльские волейболистки повторили своё достижение вновь взойдя на пьедестал почёта южноамериканского первенства. Следует заметить, что эти успехи венесуэльской сборной пришлись на период безусловной гегемонии в женском волейболе Южной Америки двух национальных команд — Бразилии и Перу, которые на протяжении 30 лет (с 1967 по 1997) вдвоём спорили за чемпионское звание, оставляя всем другим сборным право разыгрывать только бронзовые медали.
С 1986 года сборная Венесуэлы практически постоянно предпринимает попытки пробиться на чемпионат мира, участвуя в отборочных турнирах, но до сих эти усилия не увенчались успехом.
В 1999 году главным тренером всех женских волейбольных сборных страны была назначена российский тренер Ирина Беспалова, в прошлом известная советская волейболистка. Под её руководством главная национальная команда Венесуэлы в 2003 в четвёртый раз в своей истории выиграла бронзу чемпионата Южной Америки, в 2002 стала серебряным призёром на Центральноамериканских и Карибских играх, а также была в одном шаге от попадания на чемпионат мира 2002, но уступила в дополнительном межамериканском отборочном раунде команде Мексики.
В 2005 году сборную страны возглавил кубинский специалист Томас Фернандес. Ведомая им команда в 2007 вновь стала бронзовым призёром первенства Южной Америки, а в январе следующего года на олимпийском континентальном отборочном турнире сенсационно обыграла в решающем 5-сетовом матче хозяек соревнований — сборную Перу — и впервые квалифицировалась на Олимпиаду. На самом же волейбольном олимпийском турнире 2008 года в Лондоне венесуэльские волейболистки ничего не смогли противопоставить своим соперницам, уступив на предварительной стадии с одинаковым счётом 0:3 сборным Китая, Японии, Польши и Кубы и лишь в поединке против США сумели выиграть одну партию.
С 2011 тренером сборной работал ещё один кубинец — бывший наставник мужской национальной команды Венесуэлы Хосе Давид Суарес. В 2013 ему на смену пришёл вновь кубинский тренер — Серхио Риверо.
В 2015 году наставником женской сборной Венесуэлы назначен Иван Ньето, ранее входивший в тренерскую бригаду мужской сборной страны. Под его руководством венесуэльские волейболистки приняли участие в чемпионате Южной Америки, который проходил в Колумбии, но выбыли из борьбы за награды уже после предварительного раунда, уступив в решающих матчах за выход в плей-офф своим конкуренткам из Перу (2:3) и Колумбии (0:3).
В 2017 под началом кубинского специалиста И.Чамберса сборная Венесуэлы дебютировала в розыгрыше Гран-при, но, заняв в 3-м дивизионе турнира 4-е место, от участия в финальной стадии отказалась. В чемпионате Южной Америки венесуэльские волейболистки стали пятыми, выиграв право на участие в отборочном турнире чемпионата мира 2018, но от возможности побороться за путёвку на мировое первенство отказались. 
Манера игры женской сборной Венесуэлы во многом копирует стиль команды Кубы лучших её времён и базируется главным образом на функциональных возможностях волейболисток. Мощные блок, атака и подача, атлетизм игроков — всё это прививалось кубинскими тренерскими бригадами. И всё же после всплеска в результатах, произошедшего во второй половине 2000-х, в новом десятилетии XXI века сборная Венесуэлы сталкивается с определёнными трудностями, в первую очередь связанными с оттоком ведущих игроков в зарубежные клубы, откуда далеко не всегда удаётся привлечь их к выступлениям за национальную команду.

## Результаты выступлений и составы

### Олимпийские игры
В Олимпийских волейбольных турнирах 1964—1996 (основной турнир и квалификация) сборная Венесуэлы участия не принимала.
- 2000 — не квалифицировалась
- 2004 — не квалифицировалась
- 2008 — 11—12-е место
- 2012 — не квалифицировалась
- 2016 — не квалифицировалась
- 2020 — не квалифицировалась
- 2024 — не участвовала

- 2008: Йесика Пас Идальго, Генесис Франческо, Мария Валеро Балагер, Амарилис Вильяр, Хайсе Андраде, Дезире Глод, Джеральдин Кихада Теран, Шарлин Флориан Бидин, Алеоскар Бланко Ириарте, Мария Хосе Перес, Росланди Акоста Альварадо, Венди Ромеро. Тренер — Томас Фернандес.
- 2012 (квалификация): Елена Берротеран, Лус Дельфинес Мелендес, Саманта Кастро, Хенесис Франческо Мачадо, Шарлин Флориан Бидин, Маноче Гайриуска, Дезире Глод, Мелмайра Вальдес, Йороанни Товар, Алеоскар Бланко Ириарте, Мария Хосе Гонсалес, Розмерли Каррильо. Тренер — Хосе Давид Суарес.
- 2016 (квалификация): Йессика Пас Идальго, Лус Дельфинес Мелендес, Елена Берротеран, Виндерлис Медина Чакоа, Хенезис Франческо Мачадо, Мария Валеро Балагер, Шарлин Флориан Бидин, Лейна Морильо Чиринос, Дезире Глод, Мерийен Серрано, Сориана Пачеко, Алеоскар Бланко Ириарте, Анхерлис Кольменарес, Росланди Акоста Альварадо. Тренер — Иван Ньето.

### Чемпионаты мира
В чемпионатах мира 1952—1982 сборная Венесуэлы участия не принимала.
- 1986 — не квалифицировалась
- 1990 — не квалифицировалась
- 1994 — не квалифицировалась
- 1998 — не квалифицировалась
- 2002 — не квалифицировалась
- 2006 — не участвовала
- 2010 — не квалифицировалась
- 2014 — не квалифицировалась
- 2018 — не участвовала
- 2022 — не участвовала
- 2025 — не участвовала

- 2010 (квалификация): Лус Дельфинес Мелендес, Шарлин Флориан Бидин, Хенесис Франческо Мачадо, Мария Валеро Балагер, Даймари Брито, Хайсе Андраде, Дезире Глод, Милагрос Эрнандес, Мария Хосе Перес, Марианхель Перес, Росланди Акоста Альварадо, Венди Ромеро. Тренер — Томас Фернандес.

### Гран-при
До 2016 в розыгрышах Гран-при сборная Венесуэлы не участвовала.
- 2017 — 28-е место (4-е в 3-м дивизионе)

- 2017: Йесика Пас Идальго, Лус Дельфинес Мелендес, Виндерлис Медина Чакон, Сориана Пачеко Велос, Лейна Морильо Чиринос, Шарлин Флориан Бидин, Дезире Глод, Мерийен Серрано, Геральдин Кихада Теран, Ширли Флориан, Алеоскар Бланко Ириарте, Мария-Хосе Перес Гонсалес, Карьянлис Сегура Рамирес, Лади Юслеми Урбина Бандрес. Тренер — Иосвани Чамберс.

### Кубок претендентов ФИВБ
- 2018 — не квалифицировалась

### Чемпионаты Южной Америки
| - 1951 — не участвовала - 1956 — не участвовала - 1958 — не участвовала - 1961 — не участвовала - 1962 — не участвовала - 1964 — не участвовала - 1967 — не участвовала - 1969 — 4-е место - 1971 — не участвовала - 1973 — 5-е место - 1975 — не участвовала - 1977 — 7-е место - 1979 — 6-е место - 1981 — не участвовала - 1983 — 4-е место - 1985 — 3-е место - 1987 — 3-е место - 1989 — 4-е место | - 1991 — не квалифицировалась - 1993 — 3-е место - 1995 — 4-е место - 1997 — 4-е место - 1999 — 4-е место - 2001 — 3-е место - 2003 — не квалифицировалась - 2005 — 4-е место - 2007 — 3-е место - 2009 — 6-е место - 2011 — не участвовала - 2013 — 4-е место - 2015 — 5-е место - 2017 — 5-е место - 2019 — 5-е место - 2021 — не участвовала - 2023 — не участвовала |

- 1993: Мария Самбрано, Соль Саласар, Глэдис Гарсия, Нигерия Сальседо, Корина Лосада, Милагрос Коба, Миноска Гросьер, ...
- 2007: Йесика Пас Идальго, Лус Дельфинес Мелендес, Хенесис Франческо Мачадо, Мария Валеро Балагер, Амарилис Вильяр, Хайсе Андраде, Дезире Глод, Джеральдин Кихада Теран, Шарлин Флориан Бидин, Алеоскар Бланко Ириарте, Кармен Сан-Мигель, Мария Хосе Перес. Тренер — Томас Фернандес.
- 2015: Йесика Пас Идальго, Лус Дельфинес Мелендес, Виндерлис Медина Чакон, Хенесис Франческо Мачадо, Мария Валеро Балагер, Сориана Пачеко, Дезире Глод, Мерийен Серрано, Алехандра Аргуэльо, Алеоскар Бланко Ириарте, Мария Хосе Перес, Лейна Морильо. Тренер — Иван Ньето.
- 2017: Йесика Пас Идальго, Лус Дельфинес Мелендес, Диана Паредес, Виндерлис Медина Чакон, Лейна Морильо Чиринос, Шарлин Флориан Бидин, Дезире Глод, Мерийен Серрано, Геральдин Кихада Теран, Ширли Флориан, Карьянлис Сегура Рамирес, Лади Юслеми Урбина Бандрес. Тренер — Иосвани Чамберс.
- 2019: Мерийен Серрано Маис, Джоэнлис Белисарио Самора, Нейеска Франко, Виндерлис Медина Чакон, Исабела Фернандес, Иберия Чоурио, Маделен Серрано Маис, Джульеннис Регаладо Браво, Сара Лопес, Фабиана Пессе Сильва, Сорая Насеро, Ирланда Карраскон, Йордалис Бургильос Гарсия, Диана Паредес Джентиле. Тренер — Иосвани Чамберс.

### Панамериканские игры
Сборная Венесуэлы принимала участие только в двух волейбольных турнирах Панамериканских игр.
- 1983 — 7-е место
- 2003 — 5-е место

### Панамериканский Кубок
| - 2002 — не участвовала - 2003 — 5-е место - 2004 — не участвовала - 2005 — 8-е место - 2006 — 8-е место - 2007 — не участвовала - 2008 — 6-е место - 2009 — не участвовала - 2010 — не участвовала - 2011 — не участвовала - 2012 — не участвовала | - 2013 — не участвовала - 2014 — не участвовала - 2015 — не участвовала - 2016 — 8-е место - 2017 — 10-е место - 2018 — не участвовала - 2019 — не участвовала - 2021 — не участвовала - 2022 — не участвовала - 2023 — не участвовала - 2024 — не участвовала |

### Центральноамериканские и Карибские игры
| - 1935 — не участвовала - 1938 — не участвовала - 1946 — 4-е место - 1954 — не участвовала - 1959 — 2-е место - 1962 — 5-е место - 1966 — 4-е место - 1970 — 3-е место - 1974 — 6-е место - 1978 — не участвовала - 1982 — 5-е место | - 1986 — 3-е место - 1990 — 3-е место - 1993 — 3-е место - 1998 — 3-е место - 2002 — 2-е место - 2006 — 5-е место - 2010 — не участвовала - 2014 — 5-е место - 2018 — 6-е место - 2023 — не участвовала |

- 1959: Инис Аренас, Канделария Артеага, Мирея Бонетт, Дора Кальес, Мария Коннелл, Бланка Диас, Кармен Маркано, Флоренсия Мора, Диана Филип, Хильда Кинтеро, Луиза Веласкес, Хуана Вителли.
- 1970: Петронила Ривас, Мери Тенорио, Присилла Конопой, Бера Карреро, Мирослава Молина, Хадаса Мильян, Ленис Валесильос, Дилис Солис, Ядира Лайнетт, Омайра Олайсола, Араселис Васкес, Исис Айяла.
- 1986: Мария Ока, Ядейси Абрау, Нэнси Гутьеррес, Ниноска Клосьер, Майра Ульоа, Ниноска Перес, Лигселия Сальседо, Лилиан Диас, Росальба Боттомо, Роса Асканио, Далия Галандес, Тибисай Норьега.
- 1990: Ядейси Абрау, Ниноска Клосьер, Франсис Бастидас, Лигселия Сальседо, Минорка Меркадо, Глория Норьега, Роса Асканио, Далия Галандес, Карлус Меркадо, Мелица Самбрано, Роса Торрес, Исабель Луго.
- 1993: Милагрос Кова, Ядейси Абрау, Марилин Белисарио, Ниноска Клосьер, Грасиэла Маркес, Франсис Бастидас, Лигселия Сальседо, Елена Хинете, Эндринья Соса, Мелица Самбрано, Корина Лосада, Роса Торрес.
- 1998: Йесейди Кастаньеда, Сугглис Чинчилья, Милагрос Кова, Алехандра Крокер, Онейда Гонсалес, Леннис Эрнандес, Грасиэла Маркес, Йоракси Мелеан, Каролин Ороско, Даниэла Патианьо, Франкелина Родригес, Тибисай Родригес.
- 2002: Алехандра Гарсия, Вероника Гомес, Оркидея Вера, Аннмари Гонсалес, Суйика Оропеса, Майра Васкес, Амарилис Вильяр, Хайсе Андраде, Дезире Глод, Йесейди Кастаньеда, Кристина Пинья. Тренер — Ирина Беспалова.

### Южноамериканские игры
- 1978 — не участвовала
- 1982 — ?
- 2010 — 5-е место
- 2014 — не участвовала
- 2018 — не участвовала
- 2022 — не участвовала

### Боливарианские игры
- 2-е место — 2005, 2009, 2013.

## Состав
Сборная Венесуэлы в южноамериканской олимпийской квалификации 2020.
| №  | Имя, фамилия              | Год рождения | Рост | Амплуа      | Клуб                                  |
| -- | ------------------------- | ------------ | ---- | ----------- | ------------------------------------- |
| 1  | Мерийен Серрано Маис      | 1997         | 192  | центральная | «Кахасоль-Хуваса» Дос-Эрманас         |
| 2  | Джоэнлис Белисарио Самора | 2001         | 182  | нападающая  | «Баринас-Карабобо» Валенсия           |
| 4  | Виндерлис Медина Чакон    | 1998         | 179  | нападающая  | «Кахасоль-Хуваса» Дос-Эрманас         |
| 5  | Карианлис Сегура          | 1999         | 167  | либеро      | Венесуэла                             |
| 6  | Мария Валеро Балагер      | 1991         | 165  | либеро      | «Баринас-Карабобо» Валенсия           |
| 7  | Аисар Суниага             | 1990         | 170  | связующая   | «Ребаса Акоста» Кальяо                |
| 8  | Джульеннис Регаладо Браво | 1998         | 184  | нападающая  | «Грау Кастельо» Кастельон-де-ла-Плана |
| 10 | Фабиана Пессе Сильва      | 2001         | 186  | связующая   | Венесуэла                             |
| 12 | Маделейн Серрано Маис     | 2001         | 187  | центральная | Венесуэла                             |
| 13 | Шарлин Флориан Бидин      | 1991         | 191  | центральная | «Льянерас де Тоа-Баха» Тоа-Баха       |
| 14 | Алеоскар Бланко Ириарте   | 1987         | 189  | центральная | «Ренн»                                |
| 15 | Мария Хосе Перес Гонсалес | 1988         | 185  | нападающая  | «Замалек» Каир                        |
| 16 | Сорая Насеро              | 2001         | 187  | нападающая  | Венесуэла                             |
| 18 | Алехандра Аргуэльо        | 1998         | 188  | нападающая  | «Амазонас де Трухильо-Альто» Сан-Хуан |

- Главный тренер —  Иосвани Чамберс.
- Тренеры —  Иван Ньето.